# توماس مارشال (سياسي كندي)
توماس مارشال هو سياسي كندي، ولد في 25 نوفمبر 1864 في هالديماند في كندا، وتوفي في 2000 في كندا. حزبياً، نشط في الحزب الليبرالي في أونتاريو ‏. وقد انتخب عضو برلمان مقاطعة أونتاريو.